# Christiane Rochefort

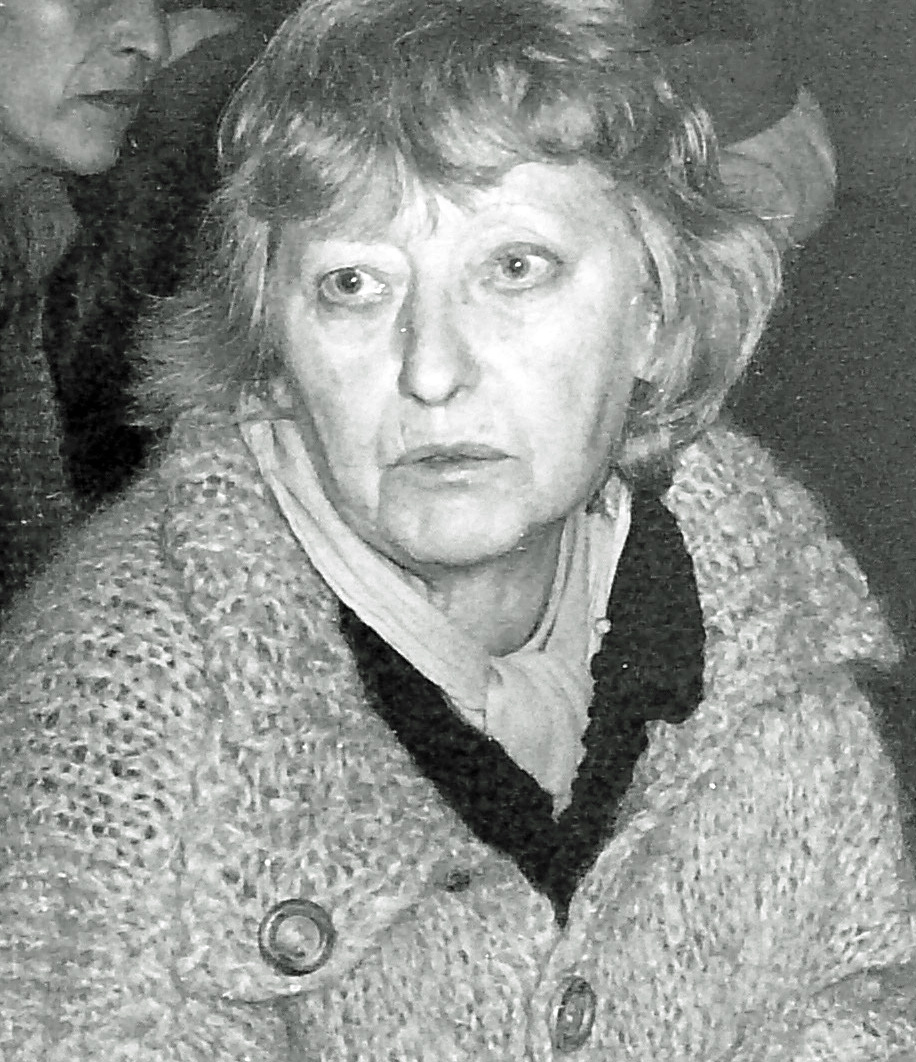
Christiane Rochefort (1979)

Christiane Rochefort (* 17. Juli 1917 in Paris; † 24. April 1998 in Le Pradet im Département Var) war eine französische Schriftstellerin und Feministin. Einige ihrer Schriften publizierte sie unter dem Pseudonym Dominique Féjos.

## Leben und Schreiben
Christiane Rochefort wurde im Pariser 14. Arrondissement, einem Arbeiterviertel, geboren. Nach dem Baccalauréat studierte sie wechselnde Fächer; Medizin, Psychiatrie, Literatur und Ethnologie. Ab 1945 arbeitete sie zunächst als Journalistin, hielt sich aber auch als Hirtin oder Büroangestellte über Wasser. Ferner wirkte sie auch als Filmschauspielerin und bis 1968 als Leiterin der Pressestelle des Filmfestivals von Cannes. Zeitweise war sie auch Mitarbeiterin der Cinémathèque française in Paris.
1958 gelang ihr mit dem sexuell aufgeladenen Roman Le Repos du guerrier ein Skandalerfolg, der innerhalb eines halben Jahres eine Auflage von 75.000 Exemplaren erreichte und 1962 mit Brigitte Bardot verfilmt wurde. Für den Roman wurde ihr der Prix de la Nouvelle Vague zugesprochen. Aus ihren zahlreichen Romanen, Essays und Übersetzungen ragt jedoch insbesondere der 1961 im Verlag Grasset erschienene Roman Les petits enfants du siècle (dt. Kinder unserer Zeit, 1974 von Michel Favart verfilmt) heraus, der Kindheit und Jugend eines Mädchens im Paris der Nachkriegsjahre nachzeichnet und auch in Deutschland dank seines häufigen Einsatzes als Schullektüre im Französischunterricht eine gewisse Bekanntheit erlangte.
Rochefort hat in ihren Büchern häufig in sehr offensiver Form gesellschaftskritisch auf Themen der Zeit reagiert. Frühling für Anfänger, eine Coming of Age- und Coming-Out-Geschichte, geschrieben vor dem Mai 1968, handelt von einem schwulen jugendlichen Aussteiger und wurde von der entstehenden deutschen Schwulenbewegung als literarische Unterstützung willkommen geheißen. Kinder war eine als Pamphlet verfasste Attacke gegen jegliche Form von Erziehung und wurde von militanten Vertretern der antiautoritären Erziehung wie eine Bibel benutzt. In Die Tür dahinten thematisierte Rochefort sexualisierte Gewalt in der Familie. Insgesamt durchzieht ihr gesamtes Werk die Auseinandersetzung mit dem schwierigen Leben innerhalb der Kleinfamilie. Ihre Sympathie lag dabei immer bei den anarchisch-lustvoll Aufständischen.
1971 gehörte sie neben Simone de Beauvoir und Gisèle Halimi zu den Mitbegründerinnen des Vereins Choisir la cause des femmes.

## Werke (Auswahl)
Auf Deutsch erschienen:
- Das Ruhekissen. (Le Repos du guerrier). Übers. Ernst Sander. Suhrkamp, Frankfurt 1959, ISBN 3-518-36879-6
- Kinder unserer Zeit. (Les petits enfants du siècle). Übers. Walter Maria Guggenheimer. Suhrkamp, Frankfurt 1962, ISBN 3-518-36987-3
- Mein Mann hat immer recht. (Les Stances à Sophie). Übers. Walter Maria Guggenheimer. Suhrkamp, Frankfurt 1965, ISBN 3-518-36928-8
- Eine Rose für Morrison. Roman. Übers. Eugen Helmlé. Suhrkamp, Frankfurt 1967, ISBN 3-518-37075-8
- Frühling für Anfänger. (Printemps au parking). Übers. Eugen Helmlé. Suhrkamp, Frankfurt 1970, ISBN 3-7632-3052-1
- Zum Glück gehts dem Sommer entgegen. (Encore heureux qu'on va vers l'été). Übers. Eugen Helmlé. Suhrkamp, Frankfurt 1977, ISBN 3-518-04054-5
- Kinder. (Les enfants d'abord). Übers. Anne-Marie Balogun. Trikont, München 1977, ISBN 3-88167-016-5
- Die Welt ist wie zwei Pferde. (Le monde est comme deux chevaux). Übers. Eugen Helmlé. Suhrkamp, Frankfurt 1986, ISBN 3-518-37744-2
- Die Tür dahinten. (La porte du fond). Übers. Eugen Helmlé. Suhrkamp, Frankfurt 1990, ISBN 3-518-40237-4

## Verfilmungen
Literarische Vorlage
- 1958: Zu viele Gauner (Too many crooks)
- 1962: Das Ruhekissen (Le repos du guerrier)

Drehbuch
- 1960: Die Wahrheit (La vérité)
- 1971: Les Stances à Sophie (gemeinsam mit Moshé Mizrahi)